# Солох, Павел
Павел Кшиштоф Солох (пол. Paweł Krzysztof Soloch; 3 февраля 1962 года, Щецин, Западно-Поморское воеводство, Польша) — польский государственный чиновник, руководитель Бюро национальной безопасности Польши с 7 августа 2015 года по 2022 г.

## Биография
Родился 3 февраля 1962 года в Щецине.
В 1989 году окончил исторический факультет Варшавского университета. В 1990-1991 годах — аспирантура в Национальной административной школе (франц. — École Nationale d’Administration (ENA) в Париже. В 1994-1995 годах — аспирантуру в Институте государственного управления (франц. l’Institut de Hautes Études en Administration Publique (IDHEAP) в Лозанне.
В 1992-1998 годах работал в Министерстве иностранных дел Польши и Министерстве национальной обороны Польши.
В 1998-1999 годах — советник Председателя Совета Министров Польши, заместитель директора департамента по делам обороны Канцелярии Председателя Совета Министров Польши.
В 1999-2001 годах — директор Департамента общественной безопасности Министерства внутренних дел и администрации Польши.
В 2001-2003 годах — проректор по студенческим вопросам в Высшей школе журналистики имени Мельхиора Ваньковича в Варшаве.
С 2003 года — заместитель директора школы европейских и атлантических исследований в Высшей Школе общественной психологии в Варшаве.
В 2004-2005 годах — советник Президента Варшавы.
В 2005-2008 годах — заместитель статс-секретаря в Министерстве внутренних дел и администрации Польши, с ноября 2005 года также начальник Гражданской обороны.
В 2008-2010 годах — советник руководителя Бюро национальной безопасности Польши.
В 2010-2014 годах — эксперт в Институте Собеского, преподаватель в Национальной школе государственного управления, член Совета Государственной службы.
В 2013 году вошел в правление Института Собеского.
В 2014-2015 годах — президент Института Собеского.
В 2015-2022 годах — Президентом Польши Анджеем Дудой назначен руководителем Бюро национальной безопасности Польши в ранге статс-секретаря.
Владеет французским и английским языками.
С 2023 года — посол Польши в Румынии
Женат, имеет двоих детей.
В 2000 году награждён Бронзовым Крестом Заслуги. В 2007 году получил звание почетного гражданина гмины Мшана-Дольна.

## Награды
- Бронзовый крест Ордена Заслуги (2000)
- Офицерский крест Ордена Возрождения Польши (2022)[2]
- Орден Креста земли Марии 3 класса (2025, Эстония)[3]